# Matylda z Anjou
Matylda z Anjou (francouzsky Mathilde d'Anjou) původním jménem Alice (1105/1110/1011–1154 klášter Fontevrault) byla krátce normandskou vévodkyní a poté jeptiškou a abatyší v klášteře Fontevrault.

## Život
Matylda byla dcerou Fulka, hraběte z Anjou a jeho první choti Ermengardy, dědičky hraběte Eliáše z Maine. Roku 1113 byla jako malé dítě zasnoubena s Vilémem, synem a následníkem anglického krále Jindřicha I. Plánovaný sňatek měl urovnat nepřátelské vztahy mezi oběma otci, vyhrocené kvůli situaci v Normandii.
Svatba se konala roku 1118, či 1119 krátce po Matyldině návratu z Fontevrault, kde několik měsíců pobývala snad za účelem vzdělání. Již v listopadu 1120 Matylda ovdověla. Vilém se společně se svým nevlastním bratrem Richardem z Chesteru a mnohými mladými šlechtici během plavby do Anglie utopil. Loď plná rozveselené omladiny posílené vínem v klidném počasí najela na útes a během chvilky klesla ke dnu. Matyldu zachránilo rozhodnutí zůstat po tchánově boku a plavit se na jiné lodi.
| „ | Rytíři utonuli, utonul dědic trůnu. Anglie pláče, zemřela šlechta její... | “ |

Po manželově tragické smrti se Matylda rozhodla pro návrat do klášterního ústraní a roku 1149 se stala nástupkyní abatyše Petronily z Chemillé. Zemřela ve Fontevrault roku 1154 a byla zřejmě
pohřbená přímo ve Fontevrault.